# Matsuko Deluxe
Matsuko Deluxe (マツコ・デラックス?, Matsuko Derakkusu; Chiba, 26 ottobre 1972) è un opinionista e saggista giapponese, noto soprattutto per le partecipazioni in veste di drag queen in numerose trasmissioni televisive in qualità di tarento o presentatore.

## Biografia
Originario della prefettura di Chiba, ha iniziato a lavorare per la rivista gay Badi prima di essere notato dalla saggista Usagi Nakamura e iniziare così la carriera nel mondo dello spettacolo in qualità di opinionista e commentatore.
Nel corso della carriera si è fatto spesso paladino dei diritti LGBT ed è da sempre molto critico nei confronti dell'immagine pubblica della donna in Giappone. Nel 2010 ha criticato apertamente la scelta del governatore di Tokyo Shintarō Ishihara di limitare ai minori di 18 anni l'acquisto di anime e manga, così come il noto disprezzo del governatore per l'omosessualità e  il travestitismo. Nello stesso anno hanno fatto rumore le sue dichiarazioni riguardo all'immagine che danno di sé alcune delle annunciatrici della TV giapponese.
Conosciuto e apprezzato per i suoi commenti al veleno, il suo pensiero riguardo alla musica k-pop, definita «una scialba imitazione del pop statunitense», è stato causa di diverse controversie in Corea. Nel 2015 ha definito l'eventualità che il gruppo idol delle AKB48 partecipasse alla cerimonia di apertura di Tokyo 2020 come «qualcosa di imbarazzante per il Giappone».

## Filmografia
- La fortuna di Nikuko (漁港の肉子ちゃん Gyokō no Nikuko-chan), regia di Ayumu Watanabe (2021) - voce